# Jean Maximilien Lamarque
Jean Maximilien Lamarque (Saint-Sever, 22 luglio 1770 – Parigi, 1º giugno 1832) è stato un generale francese, comandante di divisione durante le guerre napoleoniche, e parlamentare.

## Biografia
Nato a Saint-Sever, nelle Lande, Lamarque entrò nell'esercito nel 1791. Guadagnatosi il grado di generale, comandò una delle sei armate mandate alla conquista dei Regni Borbonici di Napoli e Sicilia. Fu protagonista, insieme ad Alessandro Mandarini, dell'assedio napoleonico di Maratea.
Nel 1810 fu nominato barone. Nel 1814, rimasto fedele a Napoleone, comandò una divisione contro i controrivoluzionari durante le guerre di Vandea.
Dopo la sconfitta di Waterloo, nel 1828 Lamarque riuscì a ritagliarsi uno spazio nel parlamento francese.
Morì di colera nel 1832.